# スリージー・ベッド・トラック
「スリージー・ベッド・トラック」(Sleazy Bed Track)はイギリスのロックバンド、ブルートーンズのシングル、もしくはその表題曲。『リターン・トゥ・ザ・ラスト・チャンス・サルーン』からのサードシングルで、全英35位。
表題曲は2010年のアメリカ映画『スコット・ピルグリム VS. 邪悪な元カレ軍団』の挿入歌として使用されており、サウンドトラックにも収録された。これは監督のエドガー・ライトがブルートーンズのファンであり、また原作者のブライアン・リー・オマーリーもこの曲が以前から好きだったという偶然が重なったことから実現したものであるという。
カップリングの「ブルー」は、ザ・レイン・パレードというバンドのカバー曲。

## 収録曲
- CD

1. Sleazy Bed Track
2. The Ballad of Muldoon
3. Blue

- Cassette / 7"

1. Sleazy Bed Track
2. The Ballad Of Muldoon